# Lienella exsculpta
Lienella exsculpta là một loài tò vò trong họ Ichneumonidae.